# Jachrienga
Jachrienga (ros. Яхренга) – wieś w Rosji, w rejonie wożegodskim obwodu wołogodzkiego. W 2010 r. liczyła 193 mieszkańców.